# We Throw Parties, You Throw Knives/Don't Tell Me to Do the Math(s)
We Throw Parties, You Throw Knives/Don't Tell Me to Do the Math(s) è un singolo del gruppo musicale britannico Los Campesinos!, pubblicato il 26 febbraio 2007 come primo estratto dall'album Sticking Fingers into Sockets.

## Descrizione
Il singolo è stato pubblicato dalla casa discografica Wichita Recordings in formato 7", con, sul lato B, la traccia Don't Tell Me to Do the Math(s).

## Tracce
1. We Throw Parties, You Throw Knives – 2:23
2. Don't Tell Me to Do the Math(s) – 3:21

Durata totale: 5:44

## Formazione
- Aleksandra Campesinos! – voce, tastiera
- Ellen Campesinos! – basso
- Gareth Campesinos! – voce, glockenspiel
- Harriet Campesinos! – violin, tastiera
- Neil Campesinos! – chitarra
- Ollie Campesinos! – batteria
- Tom Campesinos! – capo chitarre
- David Newfeld – produttore